# マックス・シュルツ (駆逐艦)
Z3 マックス・シュルツ (Z3 Max Schultz) はドイツ海軍の駆逐艦。1934型。艦名は1917年1月23日にイギリス巡洋艦との戦闘で戦死した水雷艇「V69」の艇長マックス・シュルツにちなむ。

## 艦歴
1935年1月2日起工。同年11月30日進水。1937年4月8日就役。
ポーランド侵攻前の1939年8月、第1駆逐隊（「マックス・シュルツ」、「リヒャルト・バイツェン」、「ゲオルク・ティーレ」）は出航し、バルト海西端部へ向かった。8月26日、第1駆逐隊はボーンホルム島の東で哨戒や訓練を行い、夜には軽巡洋艦「ニュルンベルク」の周りに集まった。日付が変わって「マックス・シュルツ」は、第1駆逐隊は給油艦「ザームラント」から給油を受けるよう命じられた。この通信の続きには、他の艦に対して「ニュルンベルク」周辺に集まれという命令もあったが艦長には伝えられなかった。17ノットで給油艦へ向かっていたところ2時34分に3隻の水雷艇が視認され、それから1分たたないうちに「マックス・シュルツ」は水雷艇「ティーガー」に衝突した。「ティーガー」は沈没し死者2名重傷者6名を出したが、「マックス・シュルツ」では死傷者はいなかった。この事故で艦首を損傷した「マックス・シュルツ」は駆逐艦「ゲオルク・ティーレ」や曳船に曳航されて8月28日にスヴィネミュンデに到着。翌29日にシュテッティンでドック入りし、1939年9月末まで修理に要した。
10月、ノルウェー南岸沖へ出撃する戦艦「シャルンホルスト」や軽巡洋艦「ケルン」などに同行する。
10月28日、ノルウェー沖での第1駆逐隊（「フリードリヒ・イーン」、「マックス・シュルツ」、「エーリッヒ・シュタインブリンク」）と第4駆逐隊の作戦が悪天候のため中止となり帰投中、「マックス・シュルツ」の主給水ポンプが故障。次いで第1罐室で海水が入ったタービンが破裂し、補助ポンプを作動させていたアイゲンドルフ機関兵曹が死亡した。これにより給水ができなくなり、全ボイラーが停止させられた。「マックス・シュルツ」は動けなくなったが、揚錨機も動作しなかった。また浸水によって発電機2基も故障した。だが、どうにか第3罐室を動かすことに成功し、「フリードリヒ・イーン」と「フリードリヒ・エッコルト」に伴われて帰投してキールでドック入りした。
1940年2月9日から10日に「マックス・シュルツ」、「リヒャルト・バイツェン」、「フリードリヒ・エッコルト」はハリッジ沖に110個の磁気機雷を敷設し、これによって6隻28,496トン（GRT）が沈んでいる。
1940年2月22日ヴィーキンガー作戦中に沈没。308名が死亡し、生存者はいなかった。

## 艦長
- M. Baltzer少佐 - 1937年4月8日から1938年10月24日[1]
- クラウス・トラムペダッハ少佐 - 1938年10月25日から1940年2月22日[1]